# Fundoshi
Fundoshi (褌 fundoshi?) este lenjerie de corp tradițională purtată de bărbații japonezi. Un alt nume sub care este cunoscută este shitaobi („centura de jos”).

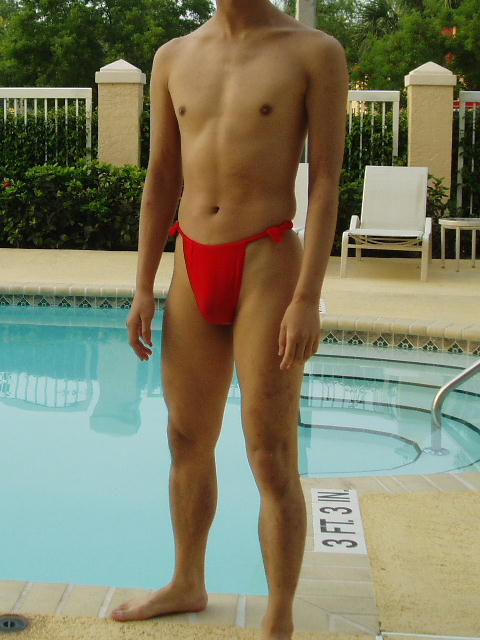
Un bărbat care poartă un rokushaku fundoshi (faţă).

Constă dintr-o fâșie de pânză care este înfășurată în jurul brâului, trecută printre picioare, apoi legată la spate fie prin înnodare sau prin vârâtul capătului sub partea înfășurată.

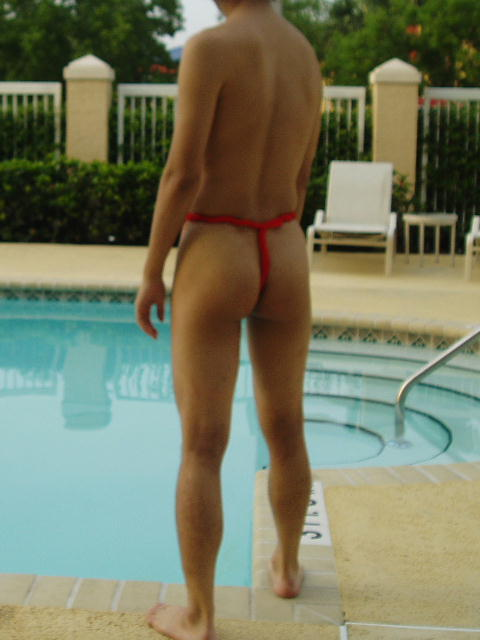
Un bărbat care poartă un rokushaku fundoshi (spate).

## Istoria
Înainte de al doilea război mondial a fost forma principală de lenjerie de corp pentru bărbații japonezi. Însă odată cu răspândirea după război a chiloților în Japonia, a căzut în desuetudine, iar astăzi este folosit doar la festivaluri (matsuri), sau uneori ca și chiloți de baie.
Judecând după figurinele de lut haniwa din perioada Kofun (ca. 300-700), se pare că fundoshi a fost folosit din timpuri străvechi. La început erau confecționate din pânză de in, dar începând cu perioada Edo, bumbacul devine materialul preferat. Cei care își puteau permite, foloseau fundoshi din mătase. 

## Tipuri
- rokushaku fundoshi, numit așa datorită lungimii fâșiei de pânză (roku= 6; shaku≈30 cm)
- kuroneko fundoshi, arată ca o tangă, și era costumul de baie înainte de al doilea război mondial.
- mokko fundoshi, care are ambele capete ale pânzei îndoite, cusute, având un spațiu prin care este trecut un șnur, care este apoi legat pe o parte.
- etchū fundoshi, ca lungime este cam cât jumătate a rokushaku fundoshi, dar care are numai una din părțile pânzei principale îndoită și cusută în așa fel încât să poate fi trecut un șnur de legat la brâu. Arată ca un șorțuleț.